# Alya Abdallah
 (avril 2023).
Si vous disposez d'ouvrages ou d'articles de référence ou si vous connaissez des sites web de qualité traitant du thème abordé ici, merci de compléter l'article en donnant les références utiles à sa vérifiabilité et en les liant à la section « Notes et références ».
Alya Abdallah (arabe : علياء عبد الله) est une femme d'affaires tunisienne. Elle est l'épouse d'Abdelwahab Abdallah, ministre de l'ancien président Zine el-Abidine Ben Ali.
Elle travaille d'abord au sein de la Société tunisienne de banque et en devient l'un des membres du directoire en 2001. En mai 2003, elle devient présidente du conseil d'administration de l'Union internationale de banques, filiale de la banque française Société générale.
Elle remplace Faouzi Belkahia, démissionnaire pour raisons de santé, comme PDG de la Banque de Tunisie le 7 avril 2008 ; elle est elle-même débarquée lors de la révolution tunisienne. Elle est alors considérée comme une proche du clan Trabelsi, notamment de la Première dame Leïla Ben Ali.